# Ikona Matki Bożej „Łagodząca Złe Serca”
Ikona Matki Bożej „Łagodząca Złe Serca” lub Proroctwo Symeona – cudowna ikona Matki Bożej. 

## Opis
Ikona przedstawia Matkę Bożą z siedmioma mieczami wymierzonymi w jej serce i dłońmi złożonymi do modlitwy. Nawiązuje tym samym do słów Symeona skierowanych do Maryi w dniu przyniesienia Jezusa do świątyni: „A twoją duszę przeniknie miecz”. Podobną symbolikę posiada Ikona Matki Bożej „Siedmiostrzelna”. Zależnie od wariantu, miecze na ikonie ułożone są po trzy po lewej i prawej stronie lub symetrycznie po trzy, z jednym kierowanym w serce Maryi od dołu. Istnieją również warianty, na których Matka Boża trzyma na kolanach Dzieciątko Jezus. Siedem mieczy symbolizuje pełnię cierpienia, jaką przeszła na ziemi Maryja. 

## Historia
Brakuje danych o pochodzeniu ikony i o pierwszych cudach, jakie miały mieć miejsce za jej sprawą. Najprawdopodobniej wizerunek ten powstał na południowo-zachodniej Rusi. 